# U3D
U3D (Universal 3D) è un formato libero scalabile finalizzato alla condivisione e visualizzazione di progetti 3D interattivi, provenienti dai settori del CAE (Computer-Aided Engineering) e del CAM (Computer-Aided Manufacturing) .
Il formato è stato riconosciuto dall'Ecma (European Computer Manufacturers Association) International come standard ECMA 363.

## Edizioni
Ci sono stati 4 rilasci.